# Ferraoun
Feraoun (în arabă فرعون) este o comună din provincia Béjaïa, Algeria.
Populația comunei este de 15.482 de locuitori (2008).